# Józef Mück
Józef Mück (ur. 13 listopada 1887, zm. 24 lutego 1943) – major piechoty Wojska Polskiego.

## Życiorys
W 1907 rozpoczął pełnić zawodową służbę wojskową w cesarsko-królewskiej Obronie Krajowej. Do 1918 jego oddziałem macierzystym był 17 Pułk Piechoty Obrony Krajowej, który w 1917 został przemianowany na Pułk Strzelców Nr 17. W latach 1911–1912 był komendantem 3 oddziału karabinów maszynowych, a w latach 1913–1914 komendantem 1 oddziału karabinów maszynowych. W szeregach 17 pp OK wziął udział w mobilizacji sił zbrojnych Monarchii Austro-Węgierskiej, wprowadzonej w związku z wojną na Bałkanach, a następnie walczył na frontach I wojny światowej. W czasie służby awansował na kolejne stopnie w korpusie oficerów piechoty: kadeta-zastępcy oficera (1 września 1907), porucznika (1 listopada 1909), nadporucznika (1 listopada 1913) i kapitana (1 listopada 1915).
Od grudnia 1918 służył w 1 Pułku Piechoty Ziemi Rzeszowskiej (później przemianowanym na 17 Pułk Piechoty), złożonym z oficerów i szeregowych byłego Pułku Strzelców Nr 17. Dowodził II batalionem, który 2 kwietnia 1919 odszedł do Chełma, do dyspozycji gen. Edwarda Śmigłego-Rydza, a w nocy z 14 na 15 kwietnia odjechał na Śląsk Cieszyński, gdzie został przydzielony do grupy gen. Franciszka Latinika. 8 i 9 lipca oraz od 13 lipca do 19 sierpnia 1920 pełnił obowiązki dowódcy 17 Pułku Piechoty . 3 maja 1922 został zweryfikowany w stopniu majora ze starszeństwem z 1 czerwca 1919 i 136. lokatą w korpusie oficerów piechoty. Później został przeniesiony do 2 Pułku Piechoty Legionów w Pińczowie na stanowisko komendanta kadry batalionu zapasowego. W 1924 dowodził I batalionem, detaszowanym w Staszowie. W maju 1925 został przesunięty na stanowisko dowódcy II batalionu, a w sierpniu tego roku ponownie na stanowisko dowódcy I baonu. W maju 1927 został zwolniony z zajmowanego stanowiska i przeniesiony służbowo do Powiatowej Komendy Uzupełnień Pińczów na cztery miesiące. W listopadzie tego roku został przeniesiony z 2 pp Leg. do kadry oficerów piechoty z równoczesnym przydziałem do PKU Pińczów na stanowisko kierownika I referatu administracji rezerw. W marcu 1929 został zwolniony z zajmowanego stanowiska i oddany do dyspozycji dowódcy Okręgu Korpusu Nr X, a z dniem 30 września tego roku przeniesiony w stan spoczynku.
W 1934, jako oficer stanu spoczynku pozostawał w ewidencji Powiatowej Komendy Uzupełnień Kraków Miasto. Posiadał przydział do Oficerskiej Kadry Okręgowej Nr V. Był wówczas „przewidziany do użycia w czasie wojny”.
Zmarł 24 lutego 1943, pochowany 27 lutego 1943 na cmentarzu Rakowickim w Krakowie (kwatera FD-płd-po lewej Kwiecińskich).

## Ordery i odznaczenia
- Krzyż Walecznych[29]
- Krzyż Zasługi Wojskowej 3 klasy z dekoracją wojenną i mieczami[30]
- Brązowy Medal Zasługi Wojskowej z mieczami na wstążce Krzyża Zasługi Wojskowej[30]
- Krzyż Jubileuszowy Wojskowy[6]
- Krzyż Pamiątkowy Mobilizacji 1912–1913[6]